# Carlo Carrà

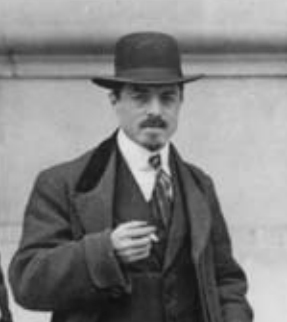
Carlo Carrà in Paris, 1912

Carlo Dalmazzo Carrà [ˈkarlo karˈra] (* 11. Februar 1881 in Quargnento (Provinz Alessandria); † 13. April 1966 in Mailand) war ein italienischer Maler und Kunstschriftsteller. Er zählt zu den Begründern des italienischen Futurismus.

## Werk

### Futurismus
Carlo Carrà ist von 1909 bis 1916 eine der treibenden künstlerischen und programmatischen Kräfte und Hauptvertreter des italienischen Futurismus, dessen „Erste Malgruppe“ er im Jahre 1910 gemeinsam mit Umberto Boccioni und Gino Severini gegründet hatte. Im Februar 1910 schließt sich Carlo Carrà mit der Veröffentlichung des Manifesto dei pittori futuristi dieser Bewegung an. Ab da beginnt für Carrà seine ereignisreiche futuristische Phase, deren Kern die Jahre 1911 bis 1913 sind. Sie ist von einer intensiven künstlerischen Reflexion, der Beschäftigung mit den Theorien des Futurismus sowie einer umfangreichen Produktion von Gemälden, Zeichnungen und Schriften gekennzeichnet.
In seiner Eigenschaft als Essayist schrieb Carrà vor allem für Zeitschriften des kulturellen Lebens, vor allem für die in Florenz erscheinenden Publikationen "La Voce" und "Lacerba." Mit der Veröffentlichung von La pittura dei suoni, rumori ed odori steuert Carrà 1913 auch ein eigenes Manifest zum Futurismus bei. Außerdem entsteht 1915 die Monographie Guerrapittura, die eine Synthese von politischen und ästhetischen Themen ist, die Carrà zu diesem Zeitpunkt beschäftigen.
Doch schon 1915 beginnt Carrà, sich vom Futurismus zu distanzieren, denn er findet in dieser Bewegung keine dauerhafte Heimat. Seine Unzufriedenheit mit den futuristischen Ausdrucksformen wächst, auch spielen in diesem Konflikt persönliche Differenzen innerhalb der Gruppe eine Rolle. 1915 beginnt der Maler sich an den italienischen Meistern des Trecento und des Quattrocento zu orientieren, vor allem Giotto nimmt er sich als Vorbild.

### Pittura Metafisica
Während der Kriegsjahre wandte er sich vorzeitig vom Futurismus ab und der Pittura Metafisica zu, zu welcher er neben Giorgio De Chirico von 1917 bis 1921 als Maler von metaphysischen Interieurs und Stillleben beitrug. Ein bedeutendes Motiv dieser Stilrichtung sind die sogenannten Manichini, gesichtslose hölzerne Puppen. Diese können als Symbol für den entfremdeten orientierungslosen Menschen in der Nachkriegsperiode gesehen werden. Ab 1918 überwiegt die schriftstellerische Tätigkeit; Carrà beschäftigt sich intensiv mit kunsttheoretischen Überlegungen. In dieser Phase arbeitet Carrà für die in Rom erscheinende Zeitschrift Valori Plastici. Sein Werk Canale a Venezia, 1926, Öl auf Tafel, ist zu sehen im Museo Cantonale d’Arte in Lugano.

### "Magischer Realismus"
In einer dritten Schaffensphase fand Carrà ab 1921 schließlich unter Rückgriff auf das reduzierte Formenvokabular der frühen florentinischen Meister (Giotto und Masaccio) zu einem von formaler Strenge gekennzeichneten klassisch lateinischen Realismus, welcher im Italien der 20er Jahre zum Inbegriff der unter dem Terminus Novecento subsumierten Malereistile werden sollte. Im Mittelpunkt von Carràs Schaffen stand fortan das Landschaftsbild und in dessen Mittelpunkt wiederum der durch Vereinfachung und Isolierung mit feierlicher Bedeutungsschwere aufgeladene Bildgegenstand (Mensch, Haus, Baum, Boot etc.). Diese Phase war die längste im Werk von Carrà; sie dauerte im Wesentlichen bis zu seinem Tod im Jahr 1966.
Carlo Carrà war Teilnehmer der documenta 1 (1955) und der documenta III im Jahr 1964 in Kassel.